# Listserv
Listserv ist ein Anwendungsprogramm für die Verwaltung von Mailinglisten, das ursprünglich Mitte der 1980er-Jahre für das US-amerikanische Rechnernetz BITNET entwickelt wurde. Listserv wurde 1986 von Eric Thomas entwickelt und war die erste Software für das Management von Mailinglisten überhaupt.
Listserv lief ursprünglich auf IBM-Großrechnern unter dem Betriebssystem VM (Virtual Machine) und nutzte IBM-spezifische Kommunikationsprotokolle wie RSCS (Remote Spooling Communication Subsystem). Es wurde aber auf andere Betriebssystemplattformen portiert und durch die Nutzung der TCP/IP-Kommunikationsprotokolle für die Verwendung im Internet tauglich gemacht.
Listserv ist heute ein eingetragenes Warenzeichen der Firma L-Soft, die dieses Software-Paket mit weiteren Software-Lösungen seit 1994 weiterentwickelt und vertreibt.
Zurzeit werden mehr als 400.000 Mailinglisten mit Listserv verwaltet. Davon sind mehr als 14 % öffentlich.